# Рёмер, Макс Йозеф
Макс Йозеф Рёмер (нем. Max Joseph Roemer, 1791 — 1849) — немецкий ботаник.

## Биография
Макс Йозеф Рёмер родился в 1791 году.
Рёмер работал в городе Веймар.
Он внёс значительный вклад в ботанику, описав множество видов семенных растений.
Макс Йозеф Рёмер умер в 1849 году.

## Научная деятельность
Макс Йозеф Рёмер специализировался на семенных растениях.

## Научные работы
- Familiarum Naturalium Regni Vegetabilis Synopses Monographicae seu Enumeratio Omnium Plantarum hucusque Detectarum Secundum Ordines Naturales, Genera et Sepcies Digestarum, Additas Diagnosibus, Synonymis, Novarumque vel Minus Cognitarum Descriptionibus Curante M. J. Roemer. Fasc. i [-iv]... Vimarieae, M.Roem. [Weimar], 1º 14 Sept—15 Okt 1846, 2º Dez 1846, 3º Apr 1847, 4º Mai—Okt 1847.